# Danilo Daneu
Danilo Daneu (tudi Danilo Danev), slovenski glasbenik in zborovodja, * 29. april 1915, Kontovel pri Trstu, † november 1988, Zagreb.

## Življenje in delo
Rodil se je v kmečki družini očetu Štefanu Danevu in materi Ivani (roj. Verša).
Ljudsko in srednjo šolo je obiskoval Trstu, kot samouk se je naučil igrati na mandolino in violino ter se toliko usposobil , da se je lahko vpisal v 3. letnik konservatorija Tartini v Trstu. Med študijem je vodil na Kontavelu moški vokalni kvartet in oktet, v Barkovljah pa več let cerkveni mešani pevski zbor. Zaradi tega so ga fašisti pretepli in mu prepovedali hoditi v Trst. Pozneje je vodil mešane pevske zbore na Opčinah ter še druge zbore v okolici Trsta. Septembra 1940 so ga fašistične oblasti aretirale in marca 1941 konfinirale v Ariano Irpino (provinca Avelino). Tu je ustanovil in vodil pevski zbor internirancev. Po italijanski kapitulaciji je pobegnil v Bari in se tu pridružil Prekomorskim brigadam NOVJ, od tu je odšel v partizansko bazo štaba jugoslovanske mornarice v Manopoliju, kjer je sodeloval v kulturno-prosvetnem delu. Po vojni je sodeloval pri več pevskih zborih in bil dirigent-korepetitor v Operi Hrvaškega narodnega gledališča v Zagrebu. Uglasbil je tudi nekaj zborovskih pesmi in napisal glasbo za filma Kota 905 (1960) in Opasni put (1962). Prejel je dve jugoslovanski odlikovanji.

## Odlikovanja
- Red zaslug za ljudstvo
- Red dela z rdečo zastavo